# خاک آبگریز
خاک آبگریز خاکی است که ذرات آن آب را دفع می‌کنند. لایه آبگریزی معمولاً در چند سانتی‌متر زیر سطح، موازی با پروفیل خاک یافت می‌شود. این لایه می‌تواند از نظر ضخامت و فراوانی متفاوت باشد و معمولاً توسط لایه‌ای از خاکستر یا خاک سوخته پوشیده شده است.

## شکل‌گیری و ساختار
خاک آبگریز معمولاً زمانی تشکیل می‌شود که آتش یا هوای داغ، ترکیبات مومی شکل موجود در بالاترین لایه زباله متشکل از مواد آلی را پراکنده کند. پس از پراکنده شدن ترکیبات، آنها عمدتاً ذرات خاک شنی نزدیک سطح در لایه‌های بالایی خاک را می‌پوشانند و خاک را آبگریز می‌کنند. سایر تولیدکنندگان پوشش‌های آبگریز، آلودگی و نشت‌های صنعتی به همراه فعالیت میکروبی خاک هستند. آبگریزی همچنین می‌تواند به عنوان یک ویژگی طبیعی خاک در نظر گرفته شود که ناشی از تخریب پوشش گیاهی طبیعی مانند اکالیپتوس است که دارای خواص موم طبیعی است.
مشخص شد که در یک منطقه خاص از شن و ماسه نیوزیلند، این پوشش لیپیدی مومی شکل عمدتاً از هیدروکربن‌ها و تری گلیسیریدهایی تشکیل شده است که از نظر pH بازی هستند و مقدار کمتری از اسیدهای چرب بلند زنجیر اسیدی نیز در آنها وجود دارد. نفوذ مویرگی در میان ذرات خاک توسط پوشش آبگریز روی ذرات محدود می‌شود و در نتیجه باعث دفع آب در هر ذره تحت تأثیر می‌شود، زیرا سر آبدوست لیپید خود را به ذره شن می‌چسباند و دم آبگریز آن را به عنوان محافظ بیرونی ذره باقی می‌گذارد. این موضوع را می‌توان در شکل ۱ زیر مشاهده کرد.
سایر عوامل مهم دفع آب خاک شامل بافت خاک، میکروبیولوژی، زبری سطح خاک، محتوای ماده آلی خاک، ترکیب شیمیایی خاک، اسیدیته، محتوای آب خاک، نوع خاک، کانی‌شناسی ذرات رس و تغییرات فصلی منطقه است. بافت خاک نقش مهمی در پیش‌بینی اینکه آیا خاک می‌تواند آب‌گریز باشد یا خیر، ایفا می‌کند، زیرا ذرات دانه درشت‌تر در خاک مانند شن و ماسه، سطح مقطع کمتری دارند و این امر آنها را مستعد پوشیده شدن کامل توسط ترکیبات آبگریز می‌کند. پوشاندن کامل یک ذره سیلت یا رس با مساحت سطح بیشتر بسیار دشوارتر است، اما وقتی این اتفاق می‌افتد، دفع آب حاصل از خاک شدید است. همزمان با تجزیه مواد آلی خاک به شکل زیست توده گیاهی یا میکروبی، تغییرات فیزیکوشیمیایی نیز می‌توانند این ترکیبات آبگریز را به داخل خاک آزاد کنند. با این حال، این به نوع فعالیت میکروبی موجود در خاک بستگی دارد زیرا می‌تواند مانع توسعه ترکیبات آبگریز نیز شود.

## آزمایش آبگریزی
به دلیل سادگی آزمایش، تقریباً همیشه ابتدا با آزمایش زمان نفوذ قطرات آب (WDPT) میزان دفع آب خاک آزمایش می‌شود. این آزمایش با ثبت زمان لازم برای نفوذ یک قطره آب به خاک مشخص انجام می‌شود که نشان‌دهنده پایداری دفع آب است. نفوذ آب به صورت ورود خود به خودی آب به خاک بیان می‌شود و با زاویه تماس آب و خاک همبستگی دارد. اگر زاویه تماس آب و خاک بیشتر از ۹۰ درجه باشد، خاک آبگریز (هیدروفوب) تشخیص داده می‌شود. همچنین مشاهده شده است که اگر قطره آزمایش روی خاک آبگریز قرار گیرد، قبل از ناپدید شدن، به سرعت پوسته‌ای از ذرات روی آن ایجاد می‌شود.
روش دیگر برای تعیین آبگریزی خاک، آزمایش مولاریته قطره اتانول (MED) است. آزمایش MED از محلول‌های اتانول با کشش سطحی متغیر برای مشاهده خیس شدن خاک در یک بازه زمانی ۱۰ ثانیه استفاده می‌کند. اگر در بازه زمانی مشخص شده هیچ گونه خیس شدنی رخ نداد، محلول آبی اتانول با کشش سطحی کمتر، روی ناحیه دیگری از نمونه قرار داده می‌شود. نتایج آزمایش MED به مولاریته محلول اتانولی که قطرات آن در ۱۰ ثانیه اختصاص داده شده جذب شده‌اند، بستگی دارد. طبقه‌بندی آب‌گریزی خاک از این آزمایش می‌تواند با استفاده از شاخص MED انجام شود که در آن خاک غیرآب‌گریز دارای شاخصی کمتر یا مساوی ۱ و خاک به‌شدت آب‌گریز دارای شاخصی بزرگتر یا مساوی ۲٫۲ است. شاخص MED، کشش سطحی ۹۰ درجه، مولاریته اتانول و درصد حجمی با هم همبستگی دارند و می‌توانند به یکدیگر تبدیل شوند. در این آزمایش، مقدار کشش سطحی مایع-هوای محلول اتانول که در این بازه زمانی جذب می‌شود، به عنوان کشش سطحی نود درجه خاک استفاده می‌شود. فشار ورود آب مرتبط با خاک مورد آزمایش، شاخص دیگری از میزان نفوذ است زیرا با درجه دفع آب همراه با اندازه منافذ خاک مرتبط است.

## تأثیر بر کشاورزی و اکوسیستم‌ها
خاک‌های آبگریز و بیزاری آنها از آب، پیامدهایی بر میزان دسترسی گیاه به آب، مواد مغذی موجود در گیاه، هیدرولوژی و ژئومورفولوژی منطقه آسیب‌دیده دارد. با کاهش سرعت نفوذ، زمان تولید رواناب کاهش می‌یابد و منجر به افزایش جریان آب به زمین در هنگام بارندگی یا آبیاری می‌شود. رواناب بیشتر، فرسایش را افزایش می‌دهد، باعث ایجاد الگوهای ناهموار خیس‌شدگی در خاک می‌شود، شستشوی مواد مغذی را تسریع می‌کند و حاصلخیزی خاک را کاهش می‌دهد، مسیرهای جریان متفاوتی را در منطقه ایجاد می‌کند و خطر آلودگی در خاک را افزایش می‌دهد.
زهکشی مواد مغذی در نواحی ضعیف‌تر دفع در خاک آبگریز رخ می‌دهد که در آن آب ترجیحاً به داخل خاک زهکشی می‌شود. از آنجا که آب نمی‌تواند به مناطق قوی‌تر آبگریزی تخلیه شود، آب مسیرهایی برای جریان ترجیحی پیدا می‌کند که در آنجا می‌تواند به عمق بیشتری در پروفیل خاک نفوذ کند. اگر میزان آبیاری یا بارندگی زیاد باشد، آب می‌تواند به زیر ناحیه ریشه جریان یابد و آن را از دسترس هر گیاهی خارج کند و اغلب کودها و مواد مغذی را نیز با خود می‌برد. این امر علاوه بر این منجر به توزیع ناهموار مواد مغذی و مواد شیمیایی کاربردی می‌شود که منجر به پوشش گیاهی تکه‌تکه می‌شود.
در یک محیط کشاورزی، خاک آبگریز محدودیت بزرگی برای عملکرد محصول است. برای مثال، در استرالیا، گزارش‌های مستندی از کاهش تا ۸۰ درصدی تولید به دلیل دفع آب خاک وجود دارد. این به دلیل سرعت پایین جوانه‌زنی بذر در خاک و همچنین سطح پایین آب قابل دسترس گیاه است.